# Susenka
Susenka je počítačový virus. Jeho název pochází z českého slova sušenka bez diakritiky. Je také znám pod jmény Susenka.862 nebo Dejmi. Napadá počítače s operačním systémem MS-DOS. Zřejmě byl vytvořen Čechem, protože relativně vtipně komunikuje s uživatelem česky.
Virus běží jako rezidentní program a napadá spustitelné soubory COM při jejich spuštění. Neklamnou známkou napadení je prodloužení tohoto souboru o 862 bytů. 
Při zavedení do paměti si virus zjistí, zda už proběhlo září 1993. Pokud ano, nainstaluje vlastní obsluhu přerušení systémového časovače (INT 1Ch) a klávesnice (INT 9). Díky tomu je pak schopen jednou za čas zastavit uživatelovu práci a napsat mu na obrazovku text „Dej mi susenku“. Pokud uživatel napíše susenka, virus umožní uživateli pokračovat v jeho práci. Pokud virus zjistí, že je 14. den v měsíci a zároveň pátek, přepíše MBR pevného disku, čímž znemožní jeho příští start.